# Hasslövs kyrka
Hasslövs kyrka är en kyrkobyggnad belägen vid foten av Hallandsåsen nära Lugnarohögen i Hasslöv, Laholms kommun. Den tillhör sedan 2006 Hasslöv-Våxtorps församling (tidigare Hasslövs församling) i Göteborgs stift. På kyrkogården norr om kyrkan finns ett bårhus uppfört år 1974.

## Kyrkobyggnaden
Vissa delar av kyrkan, såsom nedre delen av tornpartiet i gråsten, är från 1200-talet. En påbyggnad av tornet med spira uppfördes i trä 1708 och 1712-1760 tillkom altaruppsatser och epitafium, vilket tyder på invändiga ändringar i kyrkan under denna period. Under 1863-1864 revs det medeltida långhuset och koret. Medeltidskyrkans gravkammare avvecklades och sattes ut på kyrkogården. Dagens långhus och kor uppfördes i tegel, med murar stödda av strävpelare, efter ritningar av Ludvig Hawerman. Det medeltida tornet bibehölls och i dess västra vägg togs nuvarande ingång upp.
År 1951 restaurerades kyrkans interiör under ledning av Figge Wetterqvist. Kyrkorummet målades om, ny inredning tillkom, korfönster sattes igen och elektrisk uppvärmning installerades. År 1968 togs tre korfönster upp och försågs med glasmålningar av Randi Fisher och Ralph Bergholtz.

## Inventarier
- Den nuvarande predikstolen av ek i renässansstil anses härröra från slutet av 1500-talet eller början av 1600-talet.
- Dopfunt av trä är från 1500-talet. Tillhörande dopfat i mässing är skänkt till kyrkan år 1671.
- Epitafium över häradsprosten Herlak Dahlberg (1684-1760) som består av två målningar utförda 1742 av Alexander Roslin.
- Målningar Korsfästelsen och Uppståndelsen utförda 1742 av Alexander Roslin.
- Bland textilierna finns en äldre mässhake med tetragrammet JHWH.
- Triumfkrucifixet är från senare delen av 1400-talet.[1]. Korset hänger på södra väggen i koret där en dopplats finns.
- Aposteln Jakob, träskulptur från omkring år 1500[1].
- Under kortaket hänger en basunängel som är tillverkad av klockaren Tue Falck i Hasslöv vid mitten av 1700-talet.

### Orgel
- 1755 byggde Christian Agrelius, Femsjö en orgel med 6 stämmor.
- 1856 byggdes en orgel med 6 stämmor av en okänd person.
- 1875 byggde E A Setterquist & Son, Örebro en orgel med 6 stämmor.
- Nuvarande mekaniska orgel från 1962/1964 är tillverkad av A Mårtenssons orgelfabrik AB, Lund. Orgelfasaden är äldre.

| Manual I      | Manual II     | Pedal      | Koppel |
| Gedackt 8´    | Spetsgamba 8´ | Subbas 16´ | I/P    |
| Principal 4'  | Rörflöjt 4'   |            | II/P   |
| Mixtur 3 chor | Principal 2'  |            | II/I   |

## Bilder

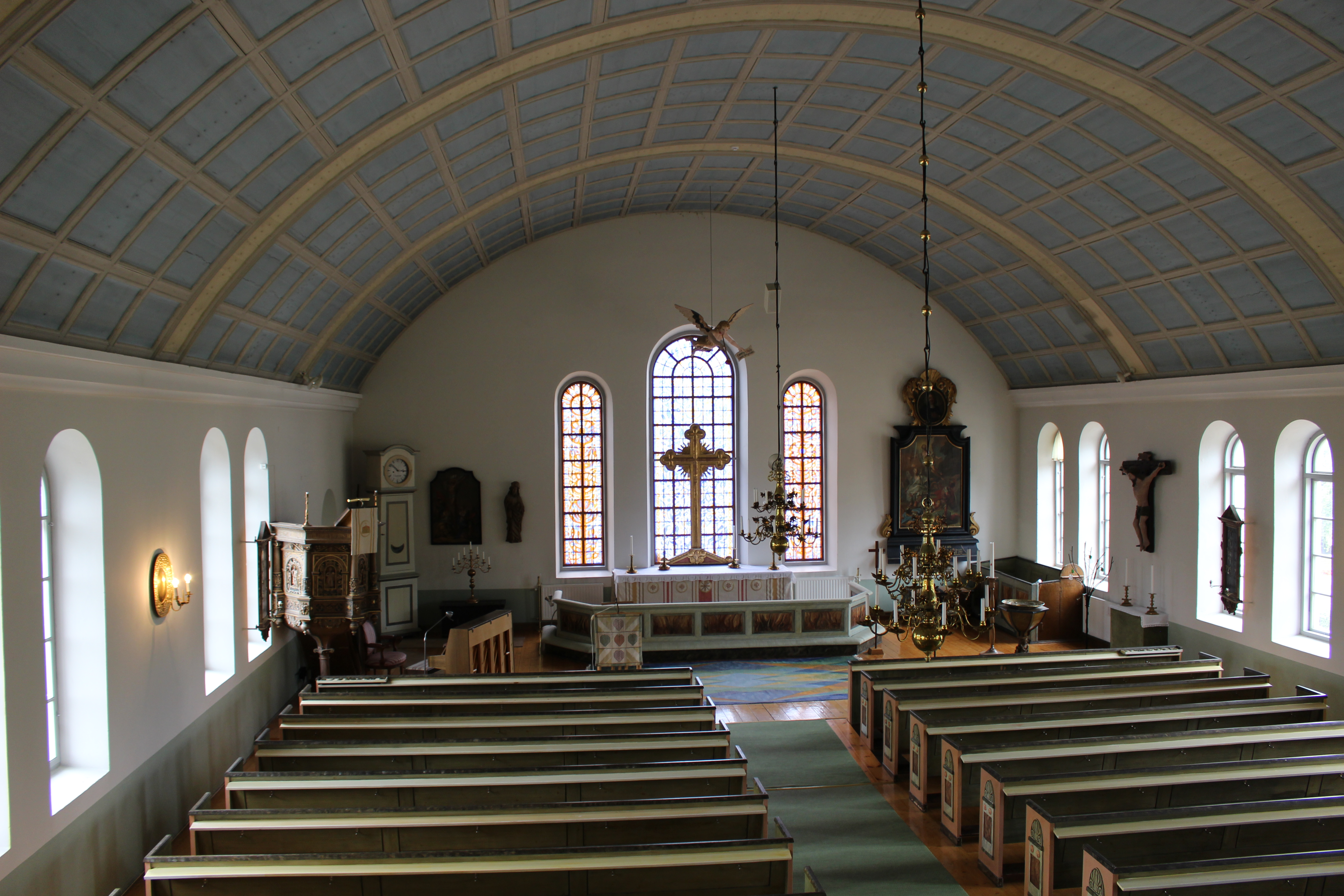
Interiör mot koret
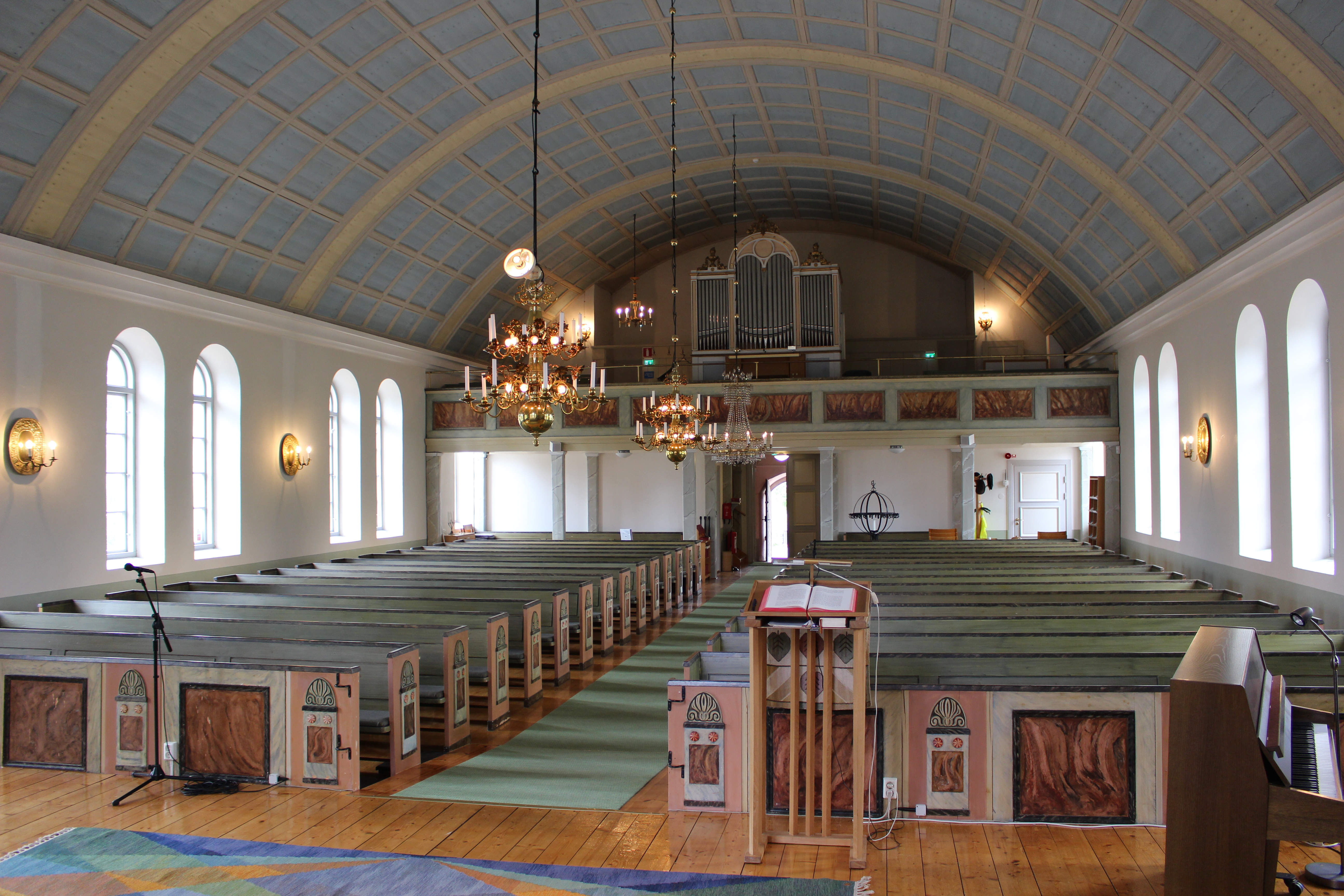
Interiör mot orgelläktaren
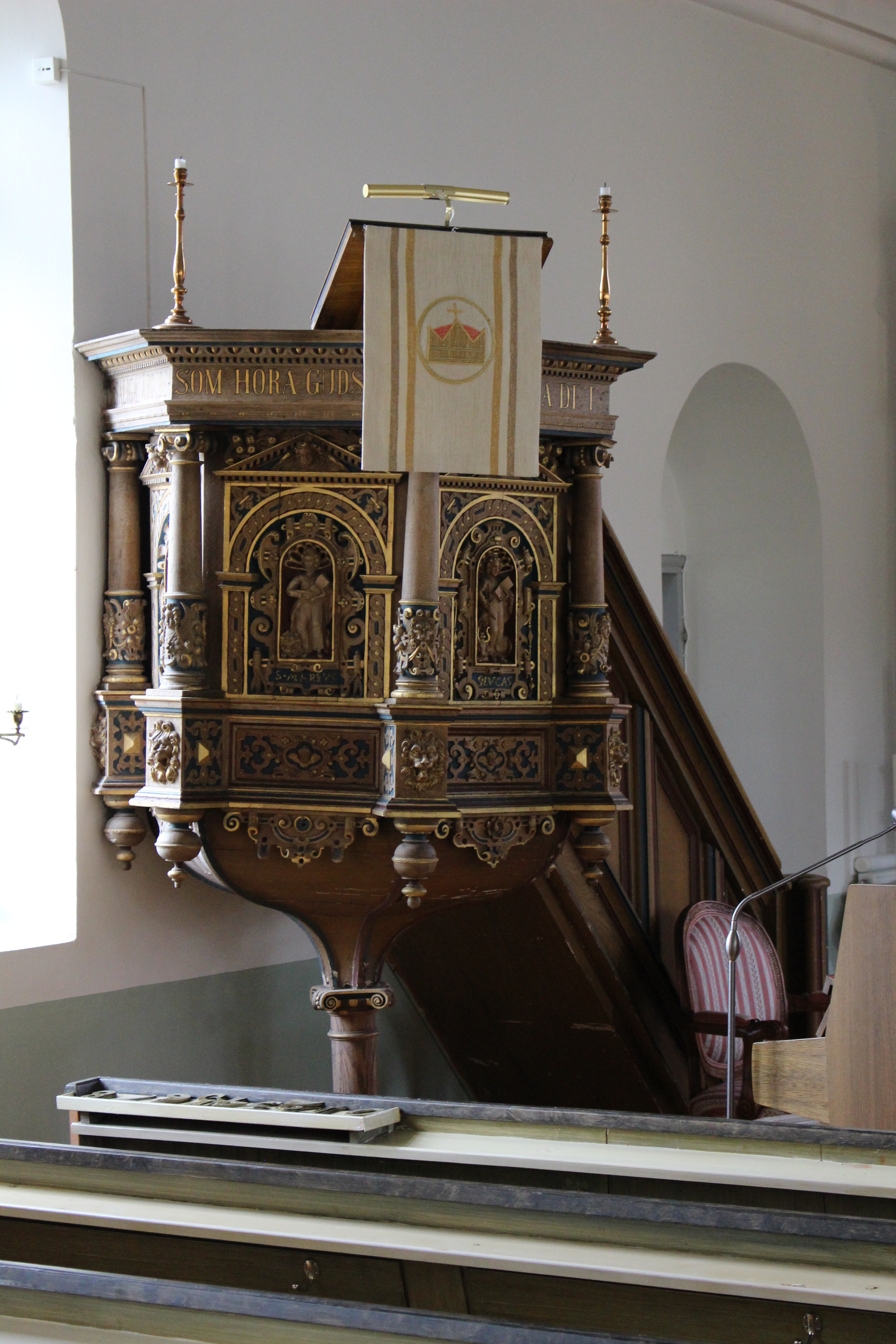
Predikstol
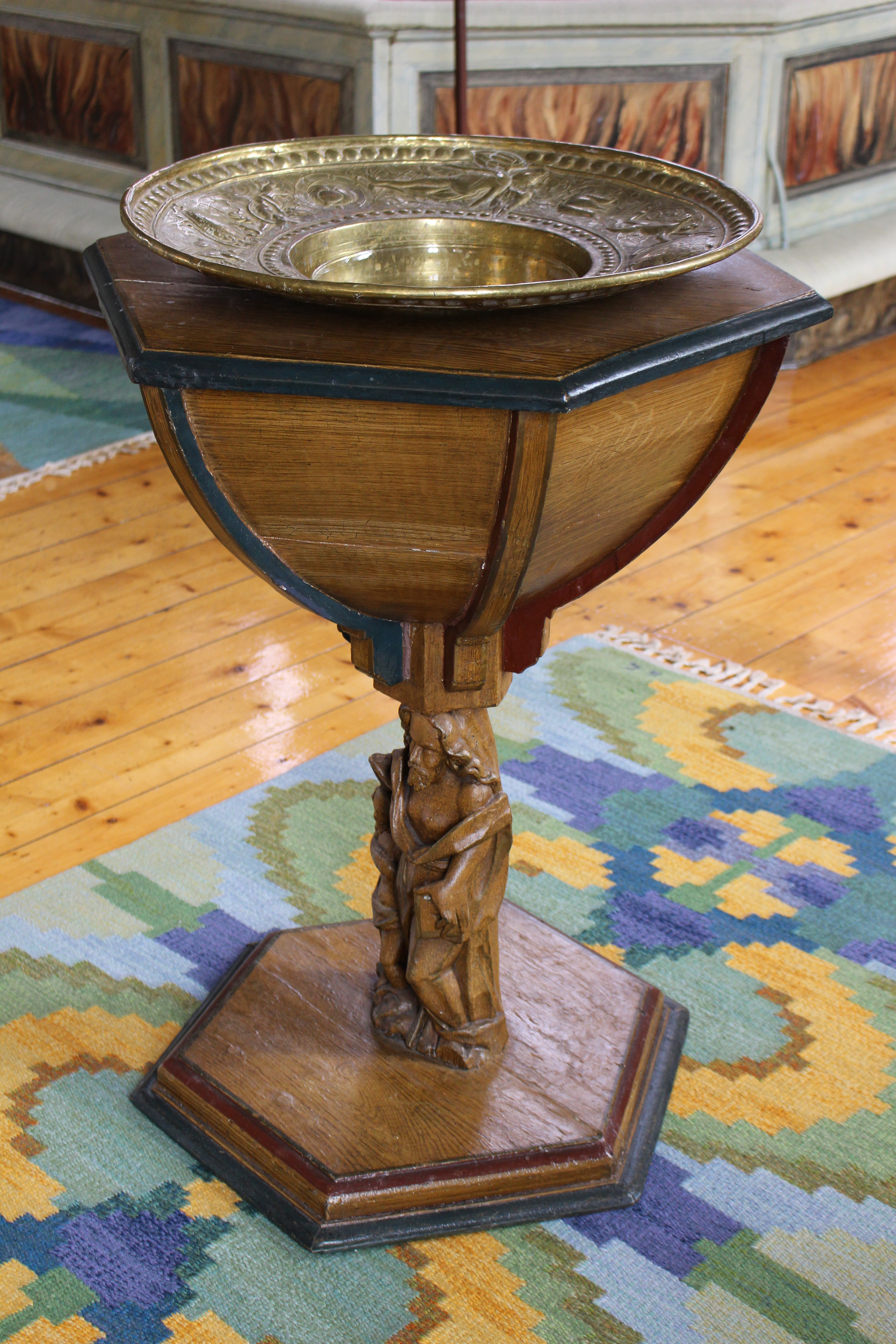
Dopfunt
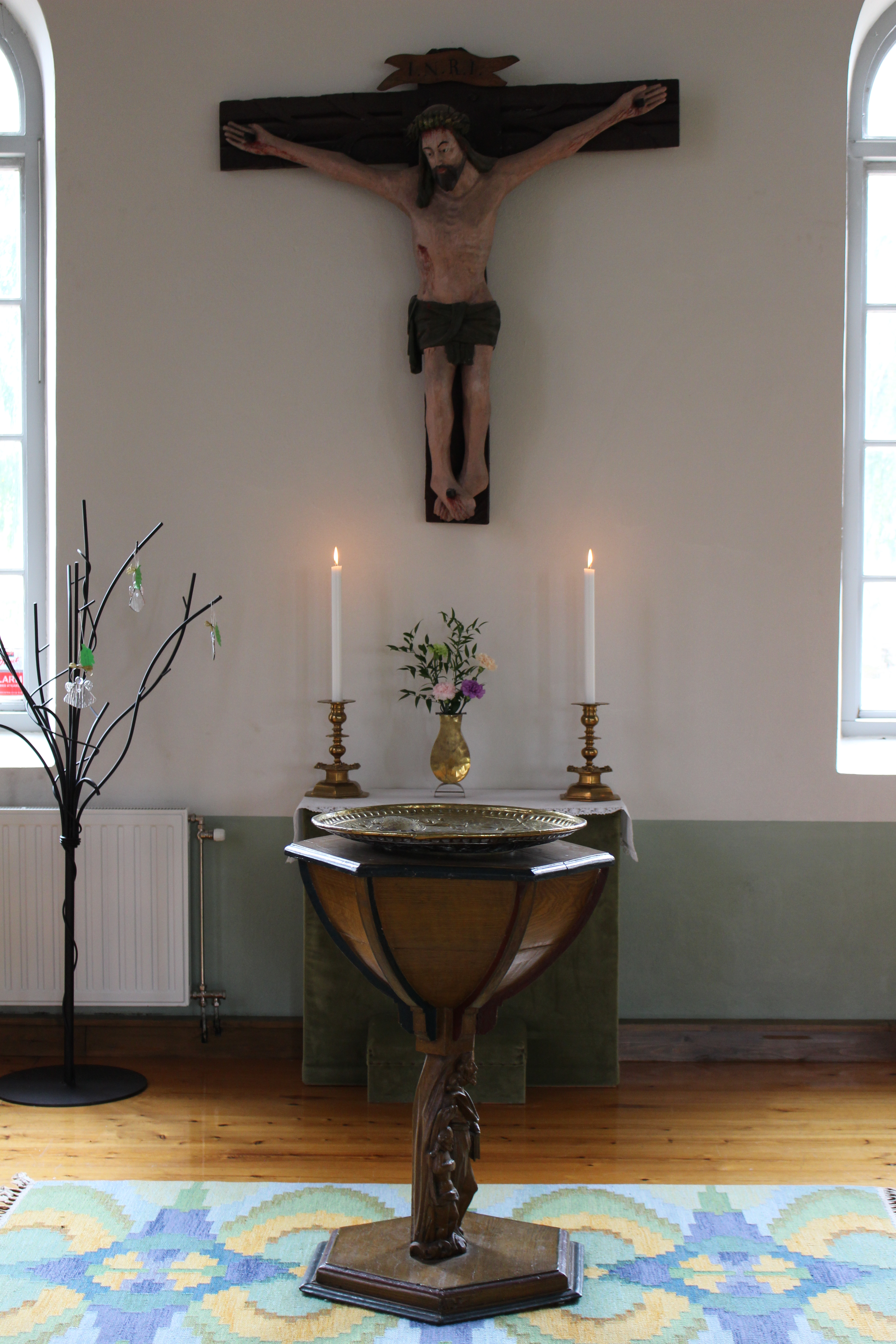
Dopplats
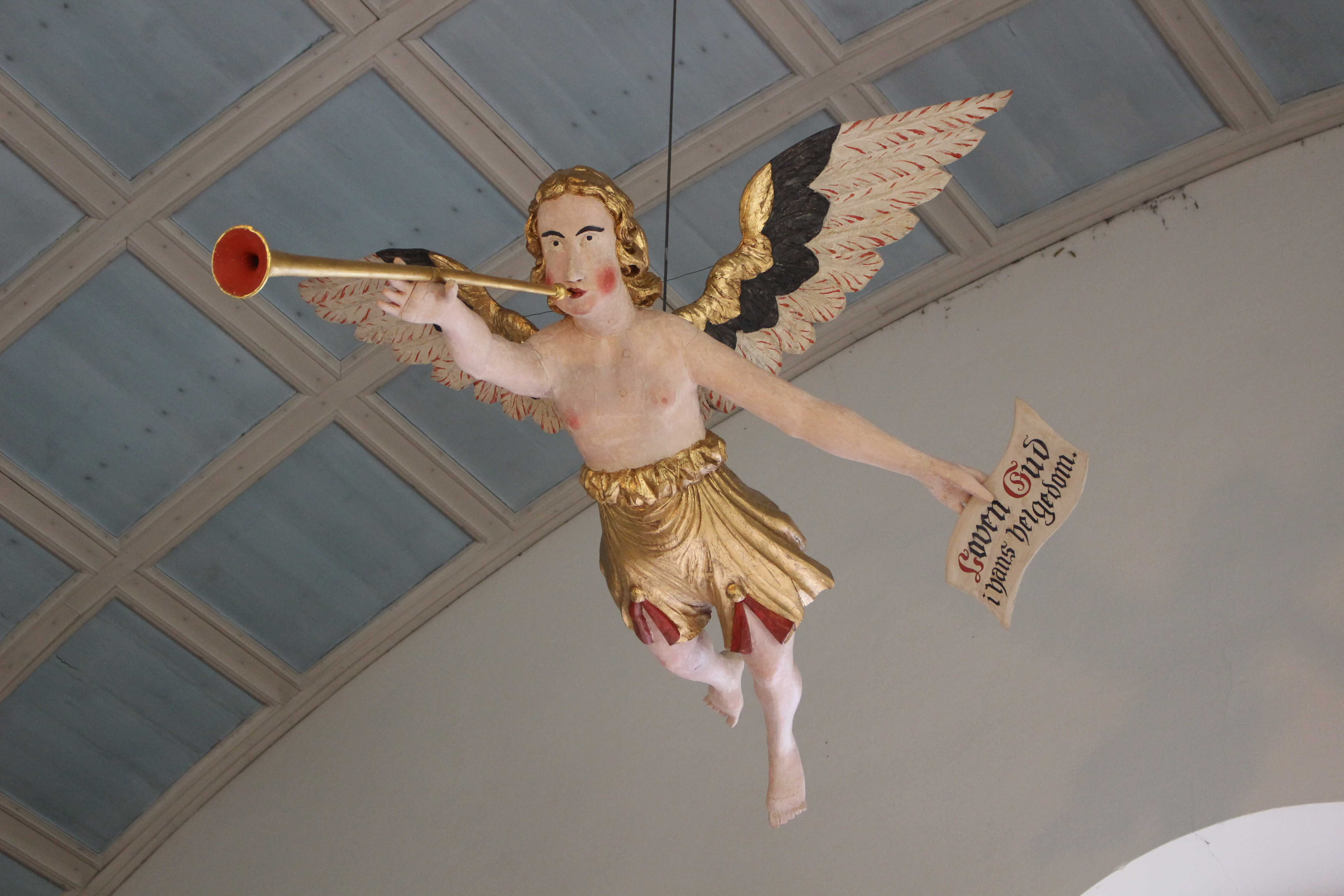
Basunängel
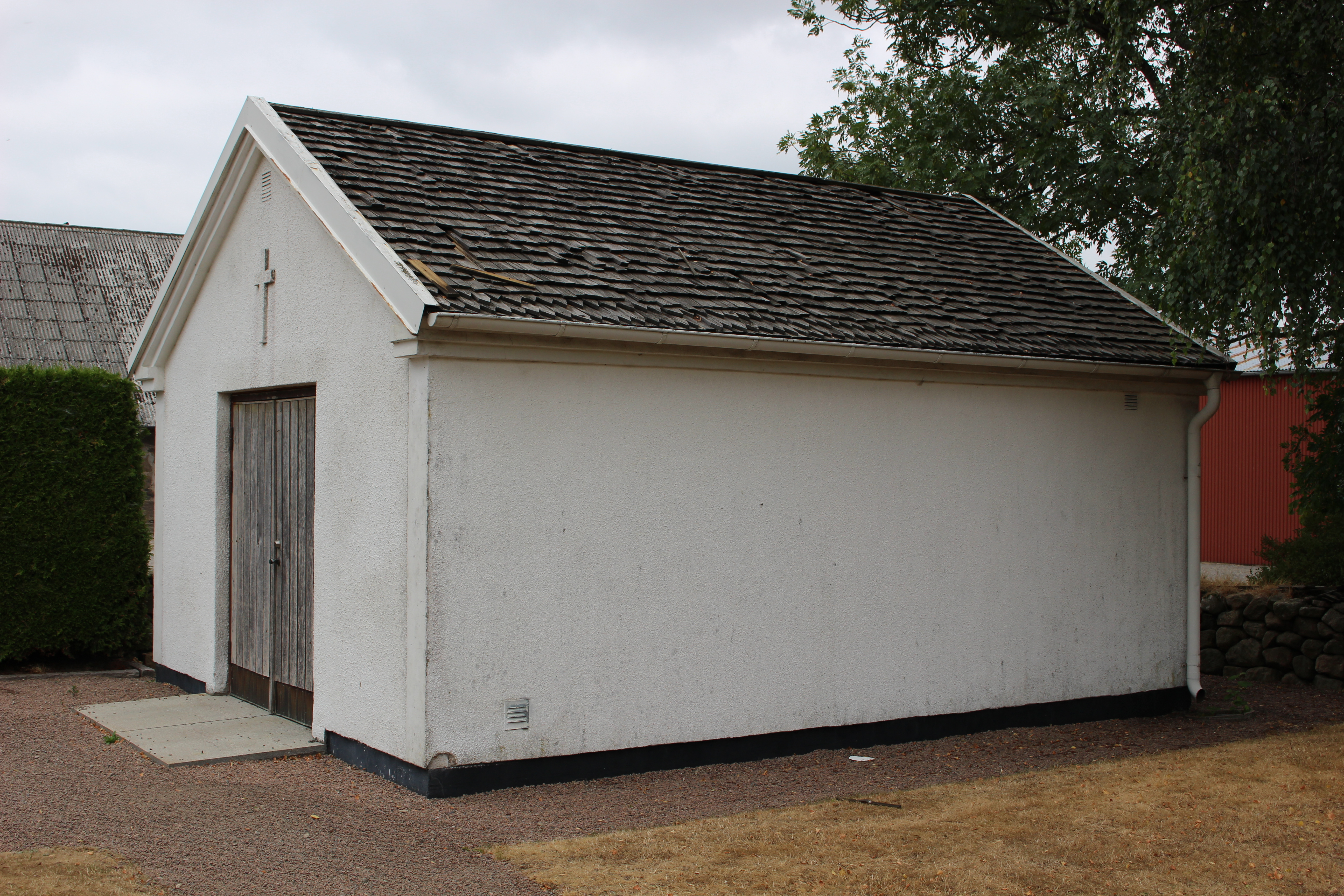
Bårhus norr om kyrkan